# Reichsarbeitsgericht
Das Reichsarbeitsgericht (RAG) war zwischen 1926 und 1945 ein oberstes Gericht des Deutschen Reichs mit Sitz in Leipzig. Es wurde durch das Arbeitsgerichtsgesetz vom 23. Dezember 1926 geschaffen und war eine Revisionsinstanz für Arbeitssachen. Sein Nachfolger ist das 1954 gegründete Bundesarbeitsgericht.

## Entstehung
Art. 157 Satz 2 der Weimarer Reichsverfassung vom 11. August 1919 forderte die Einrichtung eines einheitlichen Arbeitsrechtes im ganzen Reich. Wie dies organisatorisch umzusetzen sei, war politisch hoch umstritten. Während die Gewerkschaften eine eigenständige Arbeitsgerichtsbarkeit forderten, wünschten die Arbeitgeberverbände eine Integration in die ordentliche Gerichtsbarkeit. Mit dem Arbeitsgerichtsgesetz vom 23. Dezember 1926 wurde ein Kompromiss umgesetzt. Die Arbeitsgerichte der ersten Instanz waren organisatorisch selbständig. Die Landesarbeitsgerichte als Berufungsinstanz wurden jedoch den Landgerichten und das neu geschaffene Reichsarbeitsgericht als Revisionsinstanz dem Reichsgericht (III. Zivilsenat) angegliedert.

## Zeit des Nationalsozialismus
In der Zeit des Nationalsozialismus wurde auch das Reichsarbeitsgericht gleichgeschaltet. Aufgrund des Gesetzes zur Wiederherstellung des Berufsbeamtentums vom 7. April 1933 wurden die aus Sicht des Regimes unzuverlässigen Richter entfernt. Spätestens mit dem Gesetz zur Ordnung der nationalen Arbeit vom 20. Januar 1934 wurden die Koalitionsfreiheit endgültig beseitigt und der Arbeitsgerichtsbarkeit wesentliche Betätigungsfelder entzogen.

## Richter am RAG
- Friedrich Oegg (Vorsitzender 1927–37)
- Rudolf Hagemann (Vorsitzender 1937–42)
- Karl Schrader (Vorsitzender 1942–45)
- Curt Citron
- Felix Czolbe
- Adolf Hueck
- Paul Königsberger
- Karl Linz
- Katharina Mueller (1927–1934)[2]
- Wilhelm Obladen
- Heinrich August Walter Staffel
- Robert Teichmann
- Emil Riedel (1927–1933)